# جيري هيرستون سينيور
جيري هيرستون سينيور (بالإنجليزية: Jerry Hairston, Sr.)‏ هو لاعب كرة قاعدة أمريكي، ولد في 16 فبراير 1952 في برمنغهام في الولايات المتحدة.

## وصلات خارجية
- جيري هيرستون سينيور على موقعبيزبول رفرنس.كوم (الدوري الرئيسي) (الإنجليزية)
- جيري هيرستون سينيور على موقعبيزبول رفرنس.كوم (الدوري الثانوي) (الإنجليزية)